# Yoshitoshi
En aquest nom japonès, el cognom és Tsukioka.
Tsukioka Yoshitoshi (月岡 芳年; 1839 – 9 de juny, 1892), també anomenat Taiso Yoshitoshi, va ser un gravador japonès.
Se'l reconeix àmpliament com l'últim gran mestre de l'ukiyo-e, un tipus de xilografia japonesa. A més, també se'l considera un dels més grans innovadors d'aquest gènere. La seva carrera va abastar dues èpoques: els últims anys del Japó feudal i els primers anys del Japó modern de després de la restauració Meiji. Com molts japonesos, a Yoshitoshi, l'interessaven les novetats que venien de la resta del món, però amb el temps es va anar preocupant cada cop més per la pèrdua de molts aspectes clau de la cultura tradicional japonesa, entre aquests la xilografia.
Cap al final de la seva carrera, Yoshitoshi es trobava pràcticament sol en la seva lluita contra el temps i la tecnologia. Mentre continuava treballant a la manera antiga, el Japó anava adoptant els mètodes de reproducció massius occidentals, com la fotografia i la litografia. Tanmateix, en un Japó que s'estava apartant del seu propi passat, Yoshitoshi, gairebé tot sol, va aconseguir dur la xilografia japonesa a un nou nivell. De fet, va morir amb ell.
El millor resum de la seva vida potser el va fer John Stevenson:
El coratge, la visió i la força de caràcter de Yoshitoshi van donar a l'ukiyo-e una altra generació de vida, i el va il·luminar amb una última salva de glòria.
—John Stevenson, Yoshitoshi's One Hundred Aspects of the Moon, 1992.
La seva reputació no ha fet més que créixer, tant a Occident com entre els japonesos joves, i ara se'l reconeix universalment com el més gran artista japonès de la seva època.

## Biografia: els primers anys

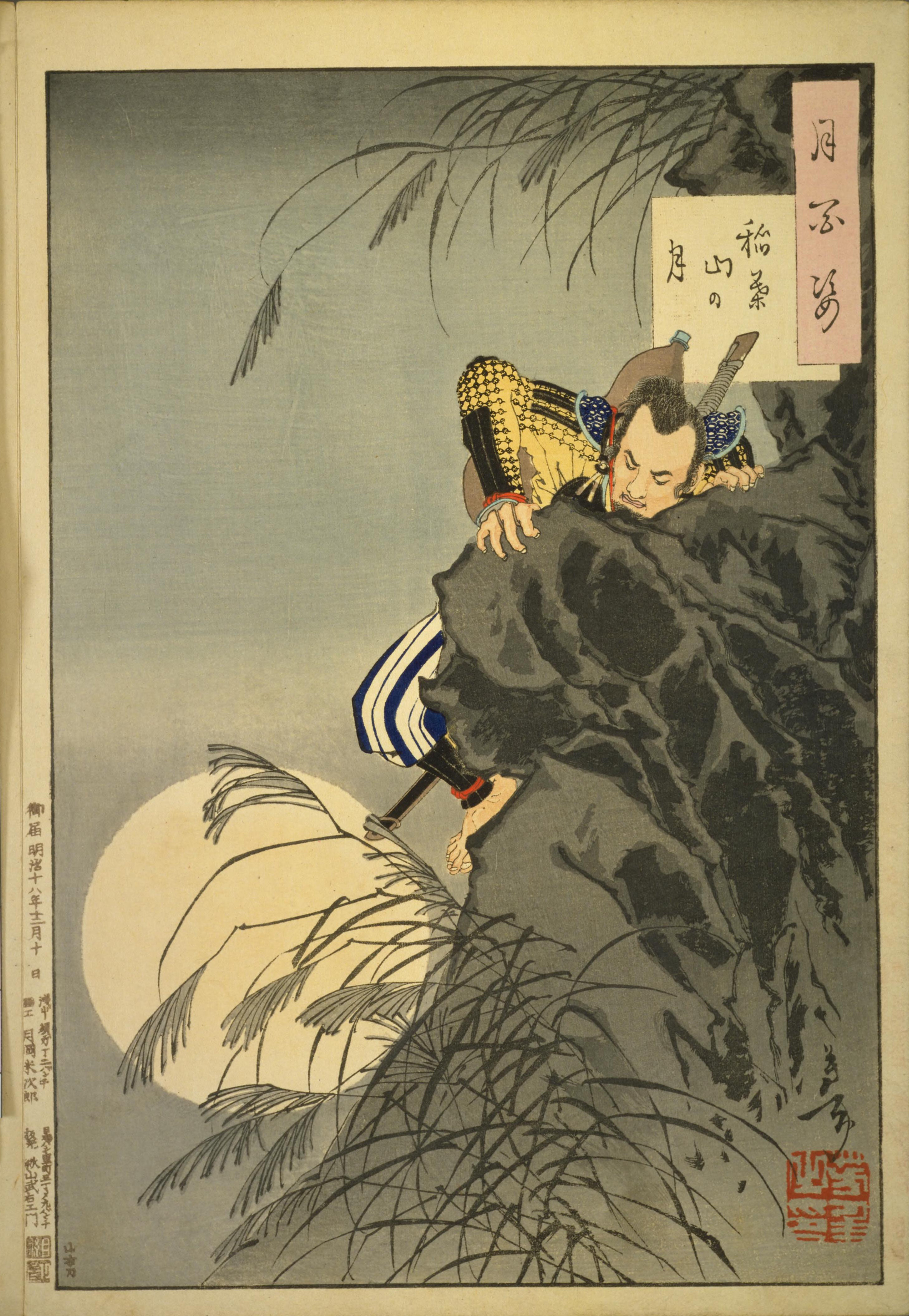
100 aspectes de la lluna, núm. 7, La lluna de la muntanya Inaba. El jove Toyotomi Hideyoshi lidera un petit grup en l'assalt al castell a la muntanya Inaba (1885)

Yoshitoshi va néixer al districte Shimbashi de l'antic Edo, el 1839. El seu pare era un comerciat adinerat que havia comprat el seu estatus de samurai. Quan tenia tres anys, Yoshitoshi se'n va anar a viure amb el seu oncle, un farmacèutic sense fills que sentia un gran afecte pel seu nebot. Amb cinc anys, es va interessar per l'art i va començar a rebre classes del seu oncle. El 1850, quan tenia onze anys, Yoshitoshi estava d'aprenent amb Kuniyoshi, un dels grans mestres de la xilografia japonesa. Kuniyoshi va donar al seu aprenent un nom nou (originàriament s'anomenava Owariya Yonejiro). Tot i que no se'l va considerar el successor de Kuniyoshi mentre va ser viu, ara se'l reconeix com el seu deixeble més importat. 

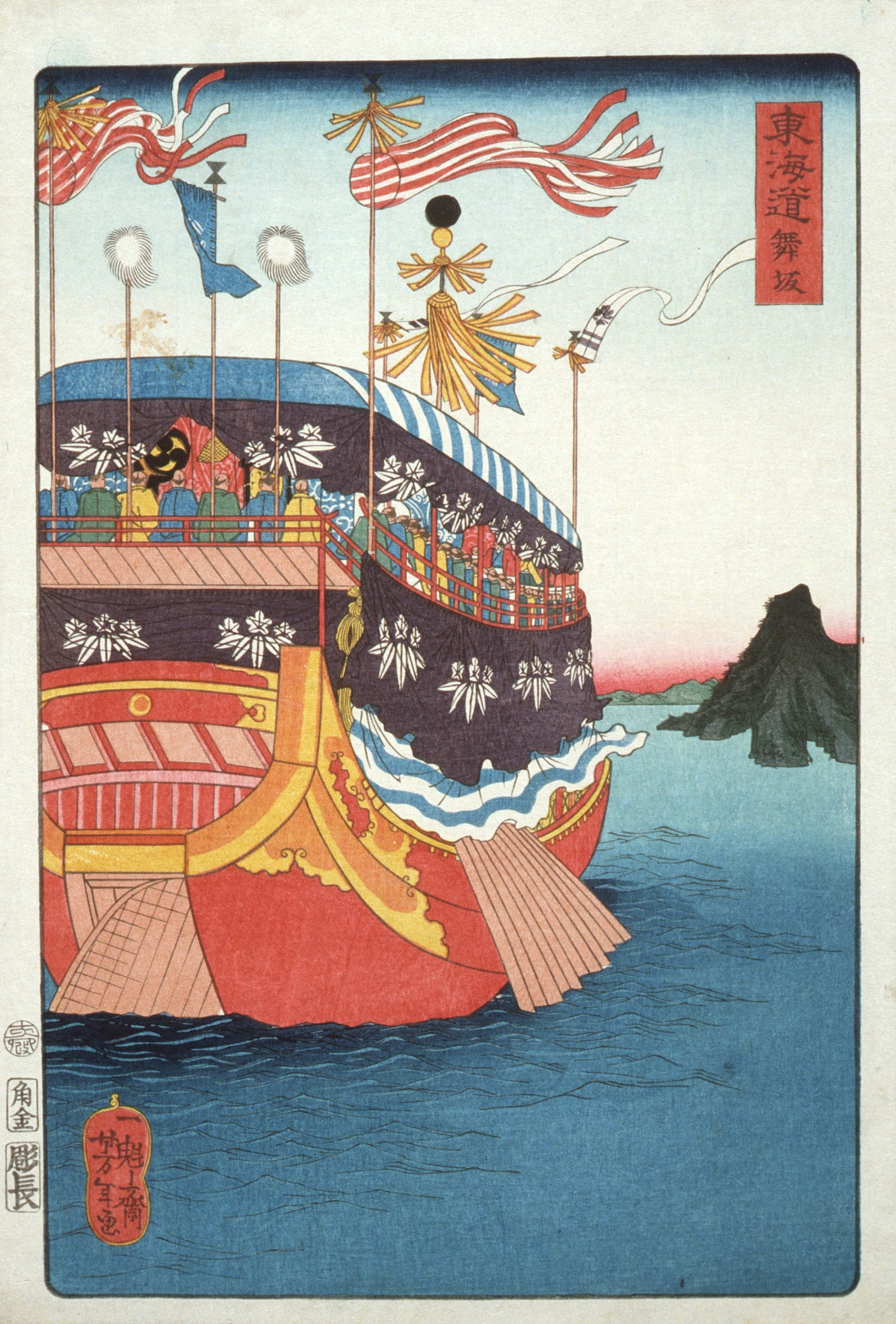
Tokaido Meisho no Uchi, "Maisaka", primerenc disseny de Yoshitoshi d'una marina, corresponent a una sèrie col·laborativa (1863)

 Durant el seu aprenentatge, Yoshitoshi es va concentrar a perfeccionar les seves capacitats com a dibuixant i a copiar els esbossos del seu mentor. Kuniyoshi posava èmfasi a dibuixar del natural, cosa poc corrent en la formació de llavors perquè l'objectiu de l'artista japonès era captar el contingut, més que no pas fer-ne una interpretació literal. Yoshitoshi també va aprendre els principis de les tècniques de dibuix i la perspectiva occidentals a base d'estudiar la col·lecció de gravats estrangers que tenia Kuniyoshi.
El primer gravat de Yoshitoshi va aparèixer el 1853, però no va aparèixer res més durant molts anys, potser per la malaltia del seu mestre Kuniyoshi durant els seus últims anys. Tot i que la seva vida va ser dura després de la mort de Kuniyoshi el 1861, va aconseguir produir algunes obres; es coneixen 44 gravats seus del 1862. En els dos anys següents es van publicar seixanta-tres dels seus dissenys, principalment gravats kabuki. També va aportar dissenys a la sèrie Tokaido de 1863 que van organitzar els artistes de l'escola Utagawa sota els auspicis de Kunisada.

## Elsgravats sagnants: captant la imaginació del públic
Molts dels gravats de Yoshitoshi dels anys 1860 són representacions gràfiques de violència i mort. Aquests temes van venir inspirats en part per la mort del pare de Yoshitoshi el 1863 i pel caos i la violència del Japó que l'envoltava, que simultàniament estava experimentant la caiguda del sistema feudal imposat pel shogunat Tokugawa, així com l'impacte del contacte amb els occidentals. A finals de 1863, Yoshitoshi va començar a fer esbossos violents que finalment va incorporar als seus gravats de batalles dissenyats amb un estil sagnant i exagerat. El públic gaudia d'aquests gravats i Yoshitoshi va començar a pujar escalafons entre els artistes ukiyo-e d'Edo. Amb el país en guerra, les imatges de Yoshitoshi permetien que aquells que no estaven directament implicats en la lluita l'experimentessin de manera vicariant en els seus dissenys. Al públic, l'atreia l'obra de Yoshitoshi no sols per la seva excel·lent composició i treball de dibuix, sinó també per la seva passió i intensa implicació amb el contingut. A part de les exigències dels editors de xilografies i dels consumidors, Yoshitoshi també estava intentant exorcitzar els dimonis de l'horror que estaven experimentant ell i els seus compatriotes.

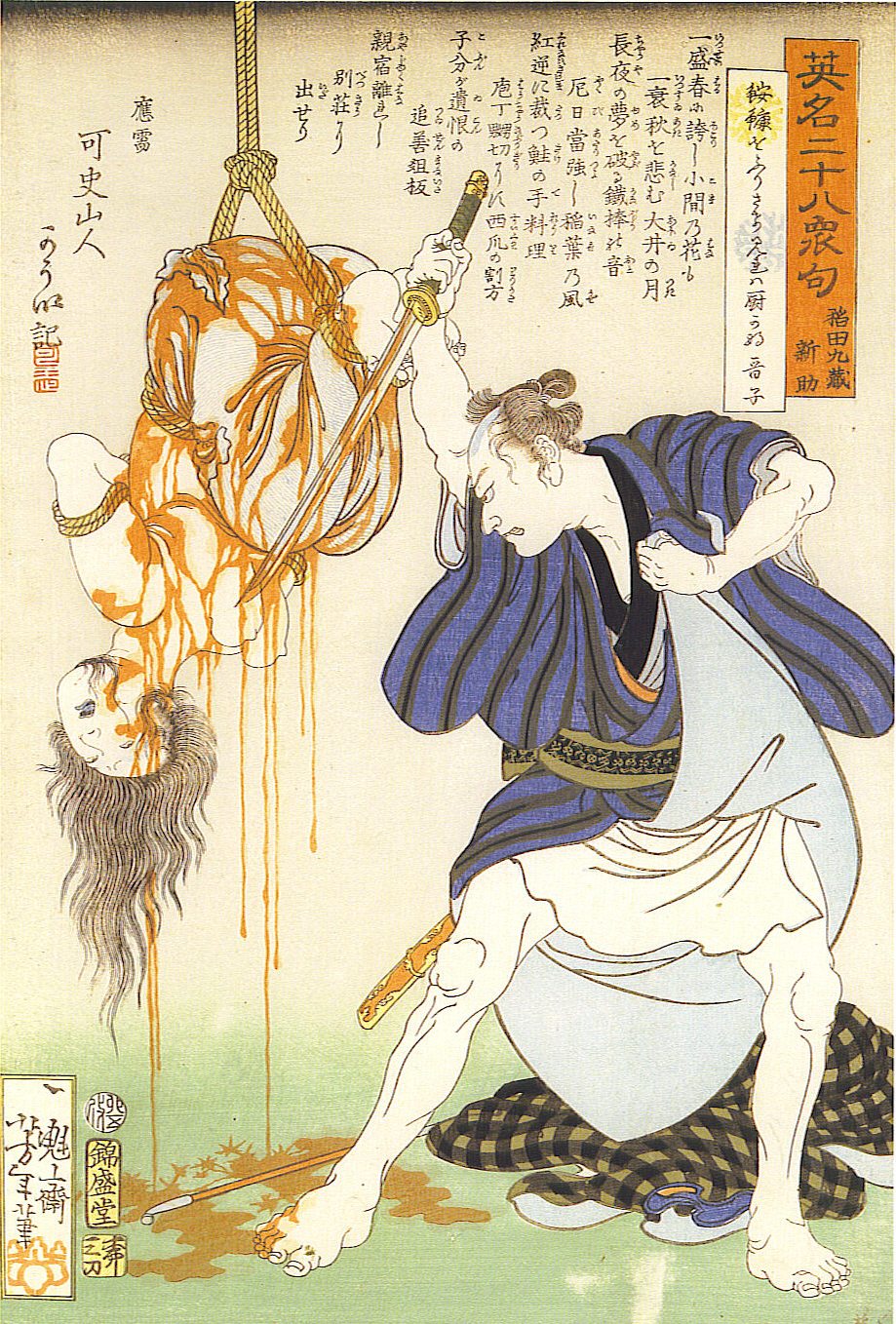
Eimei nijûhasshûku ('Vint-i-vuit famosos assassinats amb versos', 1867)

 A mesura que guanyava notorietat, Yoshitoshi va poder veure publicats noranta-cinc més dels seus dissenys el 1865, la majoria de temes militars i històrics. D'entre aquests, dues sèries revelarien la creativitat, originalitat i imaginació de Yoshitoshi. La primera sèrie, Tsuzoku saiyuki (Un modern viatge a l'oest), tracta d'un heroi folklòric xinès. La segona, Wakan hyaku monogatari (Cent relats de la Xina i el Japó), il·lustra relats de fantasmes tradicionals. Els seus imaginatius gravats el diferencien de qualsevol altre artista del moment.

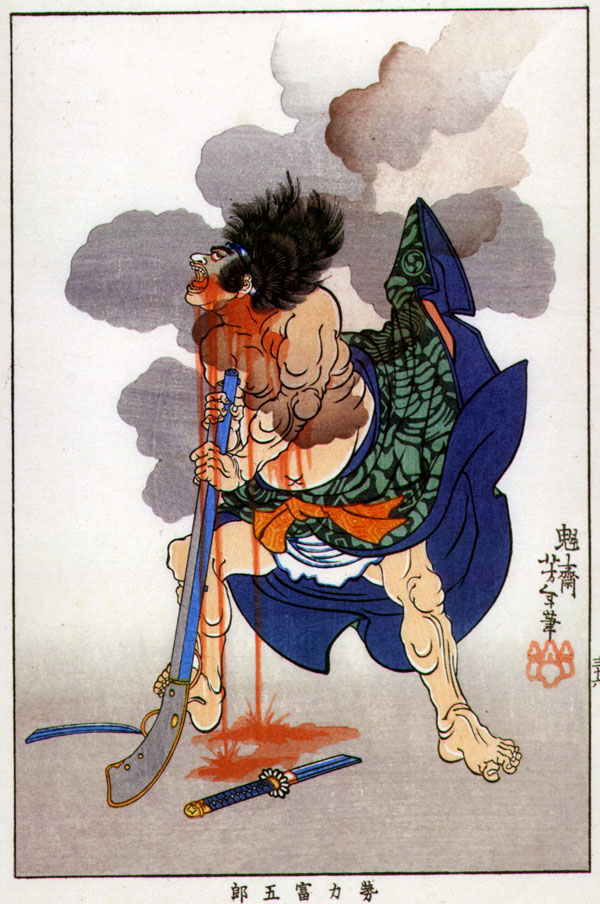
Seiriki Tamigoro suïcidant-se, de la sèrie Kinsei kyogiden (1865)

Entre 1866 i 1868 Yoshitoshi va crear algunes imatges extremadament pertorbadores, especialment en la sèrie Eimei nijuhasshuku (Vint-i-vuit famosos assassinats amb versos). Aquests gravats mostren assassinats amb tota mena de detalls, com ara decapitacions de dones amb empremtes de mans sagnants a les seves togues. Es poden trobar altres exemples en les estranyes figures de la sèrie de 1866 Kinsei kyogiden (Biografies d'homes moderns), que representaven la potent lluita entre dues bandes de joc, i la sèrie de 1867 Azuma no nishiki ukiyo kodan. El 1868, després de la batalla de Ueno, Yoshitoshi va fer la sèrie Kaidai hyaku senso, en què retrata soldats contemporanis com a figures històriques en un estil semioccidental, fent ús del primer pla i d'angles poc corrents, sovint mostrats en el fragor de la batalla amb expressions desesperades.
S'ha dit que l'obra de Yoshitoshi del període "sagnant" ha tingut impacte en escriptors com ara Jun'ichirō Tanizaki (1886–1965) i en artistes com Tadanori Yokoo i Masami Teraoka. Tot i que Yoshitoshi es va fer un nom per si mateix d'aquesta manera, els gravats "sagnants" només representen una petita part de la seva obra. Els crítics tendeixen a destacar-los en excés, cosa que ha dut a una percepció poc precisa que passa per alt l'autèntica varietat, subtilesa i profunditat de l'art de Yoshitoshi.

## Els anys mitjans: temps durs i resurrecció
Cap al 1869, a Yoshitoshi, se'l considerava un dels millors artistes xilografistes del Japó. Tanmateix, al cap de poc va deixar de rebre encàrrecs, potser perquè el públic estava cansat d'escenes de violència. Cap al 1871, Yoshitoshi va caure en una severa depressió i la seva vida personal es va tornar una gran confusió, i així va seguir esporàdicament fins a la seva mort. Va viure en condicions desastroses amb la seva fidel amant, Okoto, que es va vendre roba i béns per ajudar-lo. Van arribar al punt d'haver de cremar les fustes del terra de la casa per escalfar-se. S'ha dit que el 1872 va patir una crisi nerviosa completa després d'horroritzar-se per la manca de popularitat que van tenir els seus últims dissenys.

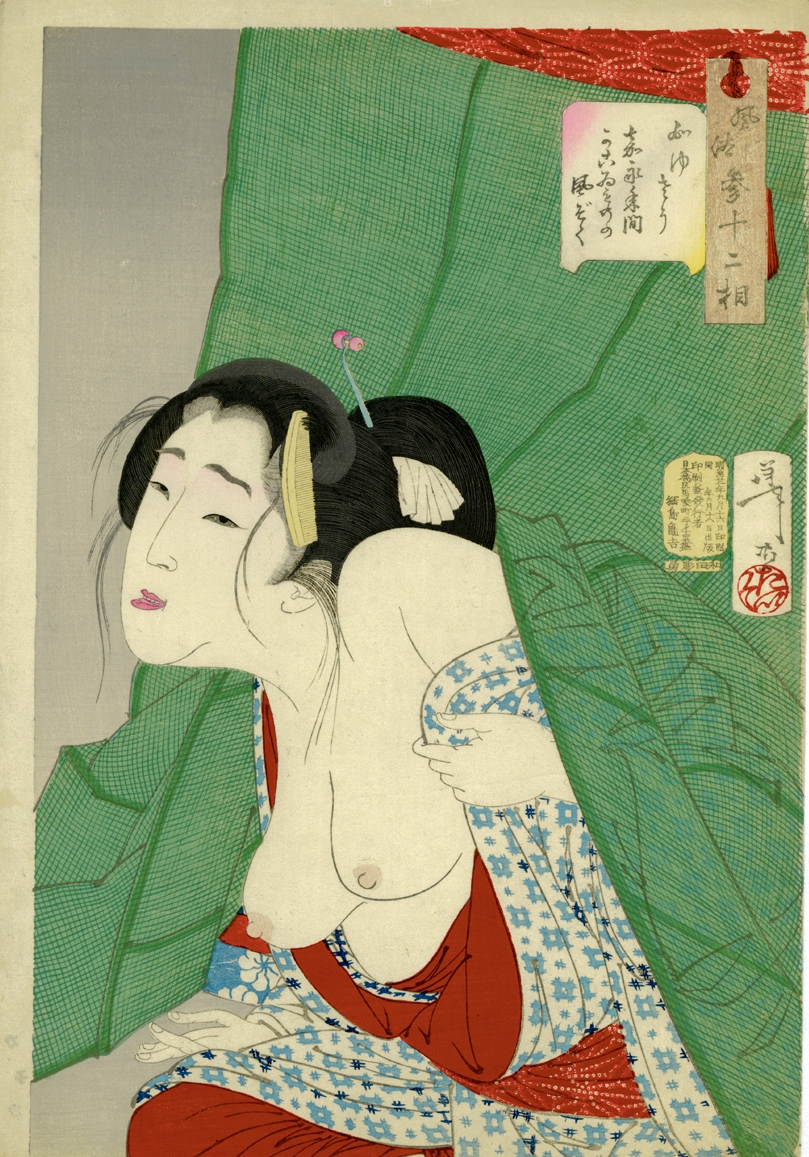
Disseny de la coneguda sèrie de dones boniques de Yoshitoshi, Fuzoku Sanjuniso (1888)

L'any següent la seva sort va canviar, quan el seu estat d'ànim va millorar, i va començar a produir més gravats. Abans de 1873, havia signat la majoria dels seus gravats com a Ikkaisai Yoshitoshi. Tanmateix, com una forma d'autoafirmació, en aquell moment va canviar el seu goh pel de Taiso (que significa 'gran resurrecció'). En la campanya de modernització van sorgir diaris, i Yoshitoshi va ser contractat per produir "nishiki-e de notícies". Això eren xilografies dissenyades com a il·lustracions a pàgina completa que acompanyaven els articles, normalment sobre temes morbosos i sensacionalistes, com ara relats de "crims reals". La situació financera de Yoshitoshi encara era precària, però, i el 1876 la seva amant Okoto, en un gest de devoció tradicionalment japonès, es va vendre a si mateixa en un bordell per ajudar-lo.
Amb la rebel·lió de Satsuma de 1877, en què l'antic ordre feudal va fer un últim intent d'aturar el nou Japó, la circulació dels diaris es va disparar, i els artistes xilografistes van ser molt sol·licitats, i Yoshitoshi guanyà molta atenció. Els gravats que va fer li van donar el reconeixement del públic, i els diners eren una ajuda, però no va ser fins al 1882 que no es va estabilitzar.
A finals de 1877, es va relacionar amb una altra amant, la geisha Oraku; com Okoto, es va vendre roba i béns per ajudar-lo, i quan es van separar després d'un any, ella també es va fer contractar per un bordell.
Una sèrie de bijinga dissenyats el 1878 amb el títol Bita shichi yosei van dur problemes polítics a Yoshitoshi perquè representaven set cortesanes de la cort imperial i les identificava pel nom; pot ser que la mateixa emperadriu Meiji estigués disgustada amb aquest fet i amb l'estil del seu retrat en la sèrie.
El 1880 va conèixer una altra dona, una exgeisha amb dos fills, Sakamaki Taiko. Es van casar el 1884, i mentre ell va seguir amb les seves relacions extramaritals, l'actitud amable i pacient d'ella sembla que va ajudar a estabilitzar-lo. Un dels fills de Taiko, Kōgyo Tsukioka, es va convertir en alumne i successor de Yoshitoshi.
El 1885, la revista d'art i moda Tokyo Hayari Hosomiki va posicionar Yoshitoshi com l'artista d'ukiyo-e número u, pel davant de contemporanis meiji seus, com ara Utagawa Yoshiiku i Toyohara Kunichika. Per tant, havia assolit una gran popularitat i l'aclamació de la crítica.
En aquell moment, la indústria de la xilografia es trobava en serioses dificultats. Tots els grans artistes xilografistes de principis de segle, Hiroshige, Kunisada i Kuniyoshi, havien mort feia dècades, i la xilografia com a forma artística agonitzava en la confusió de la modernització del Japó.
Yoshitoshi insistia en uns alts nivells de qualitat en la producció, i va ajudar a salvar-la temporalment de la degeneració. Es va convertir en un gran mestre i va tenir deixebles notables, com ara Toshikata Mizuno, Toshihide Migita, i d'altres.

## Últims anys: l'eclipsi de l'ukiyo-e

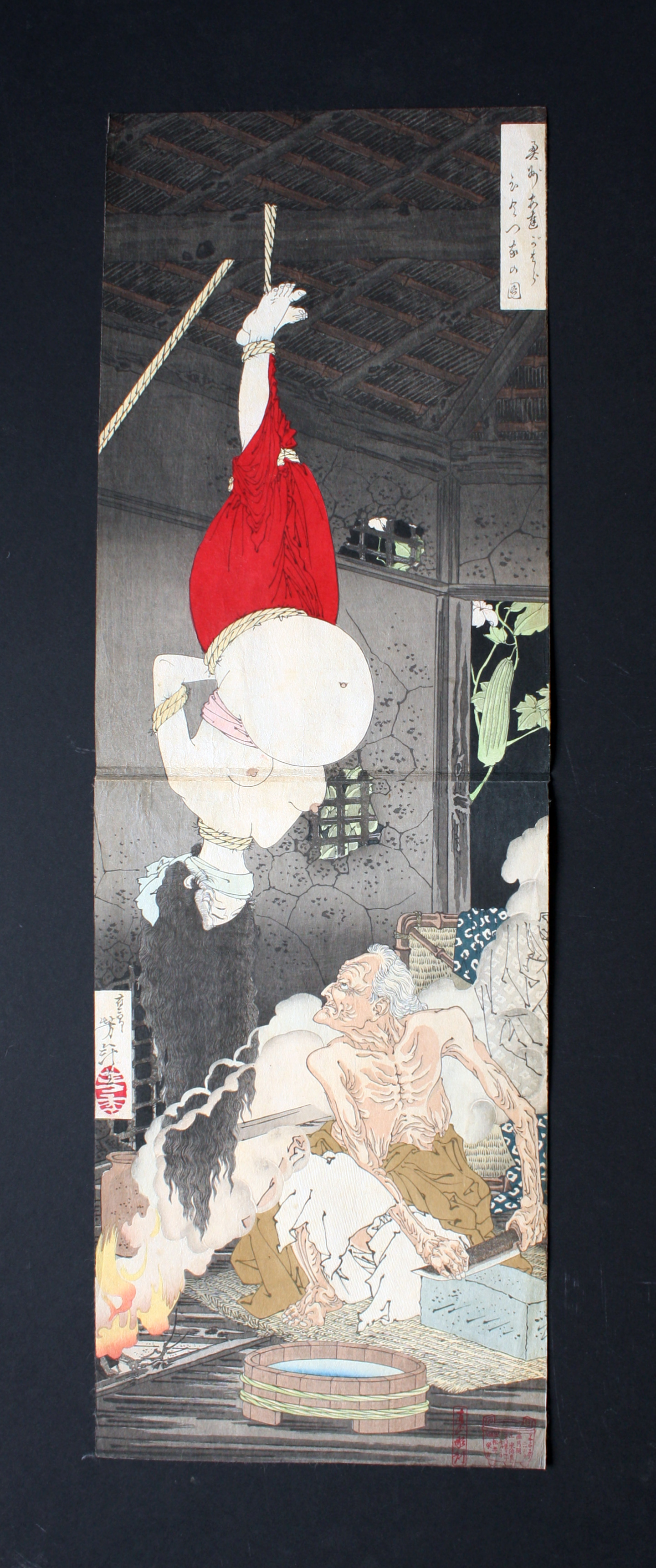
La casa solitària a Adachi Moor (1885)

Els seus últims anys van estar d'entre els més productius, amb les seves grans sèries Cent aspectes de la lluna (1885–1892), i Noves formes de trenta-sis fantasmes (1889–1892), així com alguns magistrals tríptics d'actors i escenes del teatre kabuki.
El 1885, va produir la famosa i contundent xilografia seme-e: Oshu adachigahara hitotsuya no zu ('La casa solitària a Adachi Moor'). No sols és una icona per propi dret, sinó que també ha estat una influència en la història del kinbaku modern, ja que va influenciar profundament Itoh Seiyu, el pare del kinbaku modern, que estava fascinat pel geni de Yoshitoshi en reproduir un sakasa zuri ('penjament cap per avall') amb tanta precisió. Itoh estava tan impressionat per aquesta imatge que dos cops va intentar reproduir-la en fotografia fent servir com a model la seva pròpia muller embarassada.
Durant aquest període també va col·laborar amb el seu amic, l'actor Danjuro, i amb d'altres, en un intent de preservar part de les arts japoneses tradicionals.
En els seus últims anys, els seus problemes mentals van començar a repetir-se. A principis de 1891, va convidar uns amics a una reunió d'artistes que en realitat no existia; va resultar ser una falsa il·lusió. El seu estat físic també s'estava deteriorant, i la seva desgràcia es va agreujar quan va perdre tots el diners en un robatori a casa seva. Després de mostrar més símptomes, va ser admès en un hospital mental, del qual finalment va sortir el maig de 1892, però no va tornar a casa, sinó que va llogar habitacions.
Va morir tres setmanes després en una habitació llogada, el 9 de juny de 1892, d'una hemorràgia cerebral. Tenia 53 anys. El 1898 se li va fer un monument commemoratiu de pedra a Higashi-okubo, Tòquio.
contenint la nit
amb la seva creixent resplendor
la lluna d'estiu
-- Yuigon de Yoshitoshi

## Observacions retrospectives
Durant la seva vida, va produir moltes sèries de gravats i un gran nombre de tríptics, molts de gran qualitat. Dues de les seves tres sèries més conegudes, els Cent aspectes de la lluna i Trenta-sis fantasmes, inclouen moltes obres mestres. La tercera sèrie, Trenta-dos aspectes de costums i maneres, va ser durant molts anys la seva obra més reconeguda, però actualment ja no té el mateix estatus. Altres sèries menys conegudes tenen també molts gravats excel·lents, com ara Generals famosos del Japó, Una col·lecció de desitjos, Nova selecció d'estampes brocades orientals, i Vides de la gent moderna.
Tot i que la demanda dels seus gravats es va mantenir durant uns anys, l'interès en ell va acabar esvaint-se, tant al Japó com arreu del món. La visió canònica en aquest període era que la generació d'Hiroshige va ser realment l'última dels grans artistes de la xilografia, i molts col·leccionistes tradicionals fins i tot ho van aturar abans, en la generació d'Utamaro i Toyokuni.
Tanmateix, a partir dels 1970, va tornar l'interès en Yoshitoshi, i la revaloració de la seva obra ha mostrat la qualitat, l'originalitat i la genialitat de la seva millor part, i el grau en què va aconseguir mantenir el millor de l'antiga xilografia japonesa mentre l'empenyia endavant incorporant-hi noves idees d'Occident alhora que les seves pròpies innovacions.

## Sèries de gravats

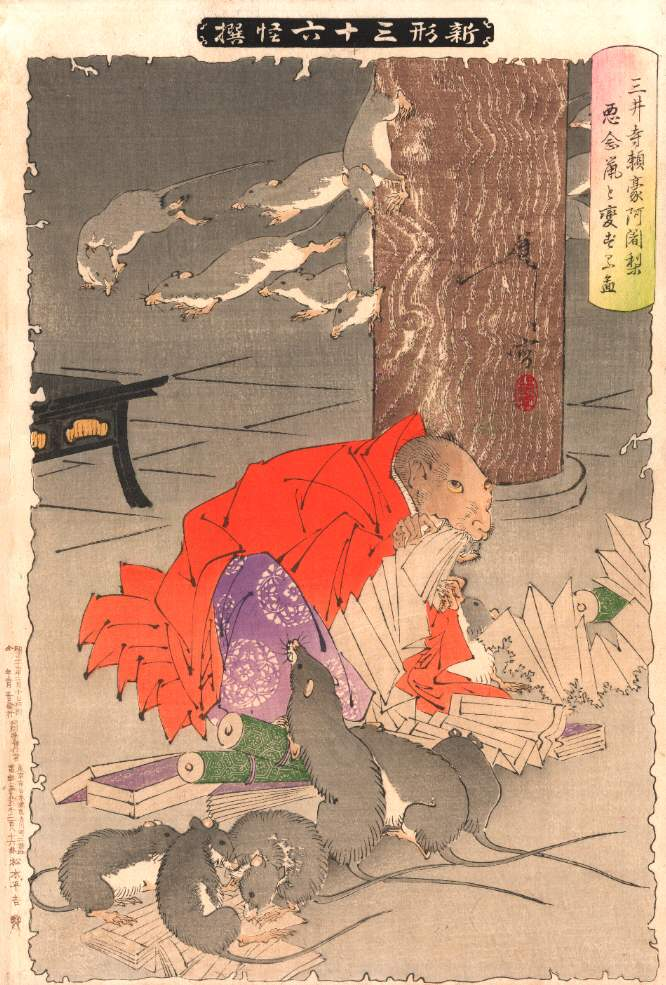
Disseny de la sèrie de Yoshitoshi Shinkei Sanjurokuten (36 fantasmes), El monjo Raigo del temple Mii (1891)

La següent és una llista parcial de les seves sèries de gravats, amb les dates:
- Cent relats del Japó i la Xina (1865–1866)
- Biografies d'homes moderns (1865–1866)
- Vint-i-vuit famosos assassinats amb versos (1866–1869)
- Cent guerrers (1868–1869)
- Biografies de tigres valents beguts (1874)
- Mirall de belleses passades i recents (1876)
- Generals famosos del Japó (1876–1882)
- Una col·lecció de desitjos (1877)
- Vuit elements de l'honor (1878)
- Vint-i-quatre hores amb les cortesanes de Shimbashi i Yanagibashi (1880)
- Guerrers tremolant amb valor (1883–1886)
- Yoshitoshi Manga (1885–1887)
- Cent aspectes de la lluna (1885–1892)
- Personalitats d'èpoques recents (1886–1888)
- Trenta-dos aspectes de costums i maneres (1888) "Fuzoku sanjuniso - Aitasou"
- Noves formes dels trenta-sis fantasmes (1889–1892)